# Pascal Martin (auteur dramatique)
Pour les articles homonymes, voir Pascal Martin.
 (décembre 2018).
Si vous disposez d'ouvrages ou d'articles de référence ou si vous connaissez des sites web de qualité traitant du thème abordé ici, merci de compléter l'article en donnant les références utiles à sa vérifiabilité et en les liant à la section « Notes et références ».
Pascal Martin, né à Paris le 5 septembre 1963, est un auteur dramatique français.
Il écrit depuis 2002 des textes divers : comédies à sketches, comédies dramatiques, sketches, monologues. Ses textes toujours empreints d'humour ont néanmoins généralement en filigrane un sujet de société[réf. nécessaire]. Dans sa comédie Faim de mois, il aborde le sujet de la précarité pour trois travailleuses pauvres qui décident de ses prendre en otages elles-mêmes pour attirer l'attention sur leur condition. Dans le recueil de sketches Bio divertissement, c'est l'écologie qui est traitée, en mettant en scène des personnages qui sont pour l'écologie surtout si cela concerne les autres.
Dans la plupart de ses textes il privilégie les situations insolites ou décalées. En 2018, il a écrit 200 sketches et une dizaine de pièces de théâtre.
Informaticien de profession, il a créé en 2002 le site leproscenium.com pour permettre aux auteurs non édités de faire connaître leurs textes sur Internet. Fin 2018, ce site compte plus de 7 300 textes de 690 auteurs et 2 000 extraits sont téléchargés quotidiennement par des troupes de théâtre.
En 2008, il se lance dans une nouvelle aventure en déclinant à sa manière le concept des Murder and Mistery Parties inventées en Grande-Bretagne au début du vingtième siècle. Il crée Mortelle Soirée qui propose aux participants de mener une enquête policière fictive sur un crime, un vol ou un enlèvement. En 2018, le concept s'exporte aux États-Unis, à Los Angeles sous le nom Drop Dead Soirée.
Après avoir écrit une soixantaine de scénarios pour ses enquêtes policières grandeur nature, il décide d'écrire un premier roman policier se passant dans l'univers de Mortelle Soirée. Ce roman Filtre d'amour, est le premier tome d'une saga de quatre romans à venir.

## Œuvres
Théâtre
- Joyeuses condoléances ! ABS Éditions, 2005  (ISBN 2915839026)
- Un ange passe, ABS Éditions, 2005  (ISBN 2915839085)
- Faims de mois, ABS Éditions, 2006  (ISBN 2915839255)
- Bio divertissement, ABS Éditions, 2016  (ISBN 9782915839562)

Romans
- Filtre d'amour, une enquête de Sybille et Lucien, Ludi Sensu, 2018  (ISBN 978-1731129864)